# Ludność Bydgoszczy
Bydgoszcz jest jednym z większych miast Polski. W I Rzeczypospolitej zaliczana do miast średnich, zupełnie wyludniona wskutek wojen północnych, odrodziła się ponownie w XIX wieku. Wskutek industrializacji w II połowie tego wieku stała się dużym ośrodkiem. W 1938 roku plasowała się na 8. miejscu pod względem liczby ludności wśród miast II RP. Według danych z 31 grudnia 2023 roku opublikowanych przez Główny Urząd Statystyczny Bydgoszcz liczyła 326 434 mieszkańców.

## Rys historyczny

### Okres staropolski
Osada zwana Bydgoszczą istniała w 1038 r. W 1346 r. w miejscu zniszczonego grodu Kazimierz Wielki zbudował zamek, a osadzie nadał prawa miejskie. W XVI wieku zaludnienie Bydgoszczy wraz z trzema przedmieściami szacuje się na 5 tys. osób. Pod względem narodowościowym ogromną większość mieszkańców stanowili Polacy. W XVII wieku istniały kolonie Szkotów i Niemców. W XVII wieku wskutek nawrotów zarazy, pożarów i zniszczeń wojennych liczba ludności spadła do 1000, a w 1717 r. zasiedlało je tylko 150 osób. Tuż przed I rozbiorem w 1772 r. Bydgoszcz liczyła około 700 osób, niemal wyłącznie narodowości polskiej, otoczona jednak była przez około 40 wsi lokowanych na prawie olęderskim, w których spory odsetek mieszkańców stanowili Niemcy.

### Okres pruski
Po przejściu Bydgoszczy w granice Królestwa Prus (1772 r.) ludność Bydgoszczy zaczęła wzrastać. Wskutek rozwoju gospodarczego (Kanał Bydgoski) i pruskiej kolonizacji urzędniczej, w 1800 r. liczba ludności miasta wynosiła tyle, ile podczas największego rozkwitu w okresie staropolskim – ok. 4,7 tys. – a w połowie XIX wieku sięgała już 11 tys. W 1851 r. doprowadzenie Pruskiej Kolei Wschodniej do Bydgoszczy rozpoczęło rewolucję przemysłową, która skutkowała gwałtownym przyrostem ludności. Do miasta przybywali robotnicy i pracownicy z okolicznych terenów, a także urzędnicy, przemysłowcy i wojskowi z głębi Niemiec. W latach 1851–1914 Bydgoszcz powiększyła pięciokrotnie swój obszar administracyjny oraz liczbę ludności. Na północ od Brdy powstało Nowe Miasto (Śródmieście), złożone z kwartałów kamienic czynszowych, koszar oraz dzielnic typu miasto-ogród. W tym czasie liczba ludności sięgnęła 58 tys., a razem z przedmieściami przemysłowymi Bydgoszcz liczyła 93 tys., zaliczając się do trzech największych ośrodków zaboru pruskiego. U progu I wojny światowej większość mieszkańców deklarowała narodowość niemiecką.

### Dwudziestolecie międzywojenne
Po włączeniu miasta do odrodzonej Polski w 1920 roku miasto wcieliło przedmieścia powiększając ośmiokrotnie swoją powierzchnię. Liczba ludności wzrosła do 88 tys. W dwudziestoleciu międzywojennym Bydgoszcz pod względem liczby ludności znajdowała się na 7. miejscu wśród miast polskich (po Warszawie, Łodzi, Lwowie, Poznaniu, Krakowie i Wilnie). W latach 1920–1922 miasto opuścili masowo Niemcy, po czym ich liczba ustabilizowała się na poziomie ok. 9 tys. osób (6% populacji). Ich miejsce zajęła nowo przybyła ludność, głównie z Wielkopolski i Pomorza, ale również z Kongresówki, Galicji i polskich emigrantów z Niemiec. W latach 30. rodzimi bydgoszczanie stanowili jedynie 30% populacji miasta. Około 32% było przybyszami z Wielkopolski, 13% z Pomorza, a 10% z Kongresówki i Galicji. Według danych statystycznych w 1939 r. miasto zamieszkiwało 143 100 osób.

### II wojna światowa
W czasie II wojny światowej Niemcy wcielili Bydgoszcz do III Rzeszy w okręgu Gdańsk-Prusy Zachodnie. Mimo zamierzonej całkowitej germanizacji miasta, masowych wysiedleń i represji, do końca wojny ludność deklarująca się jako Polacy przekraczała 40 tys. osób.

### Okres po 1945 roku
W 1945 roku miasto liczyło 146 tysięcy mieszkańców, w tym około 28% Niemców. Po roku Niemców pozostało już tylko 633, a ludność miasta liczyła 135 tysięcy osób. Przeprowadzony po 10 latach spis wykazał 202 tysięcy, a w 1965 roku do 256 tysięcy osób. Przyrost był efektem rozwoju przemysłu, dodatniego przyrostu naturalnego i migracji, rozrostu terytorialnego oraz rozwoju nowych osiedli mieszkaniowych. Do miasta przybywała ludność z regionu Kujaw, Pomorza, Wielkopolski oraz z głębi kraju.
W 1973 roku przyłączono Fordon nad Wisłą liczący około 8 tys. mieszkańców. W latach 1956–1990 zbudowano od podstaw duże osiedla mieszkaniowe na górnym tarasie miasta (Błonie, Szwederowo Południe, Szwederowo Północ, Wzgórze Wolności, Wyżyny, Kapuściska), tarasie dolnym (Leśne, Skrzetusko, Bartodzieje) oraz w tzw. Nowym Fordonie. Na ich terenie osiedliło się około 70 tys. osób.
W okresie powojennym Bydgoszcz pod względem liczby ludności znajdowała się na 9. miejscu wśród miast polskich. W 1986 roku wyprzedziła Katowice, wskakując na 8. miejsce. W latach 60. i 70. liczba ludności wzrastała po ok. 22%, zaś w latach 80. już tylko o 9%. Liczba ludności ustabilizowała się na maksymalnym poziomie w 1998 roku, kiedy osiągnęła 386 855 osób. Od tego czasu zaczęła spadać, wskutek ujemnego przyrostu naturalnego oraz migracji na rzecz gmin ościennych, co z kolei było cechą suburbanizacji.

## Liczba mieszkańców

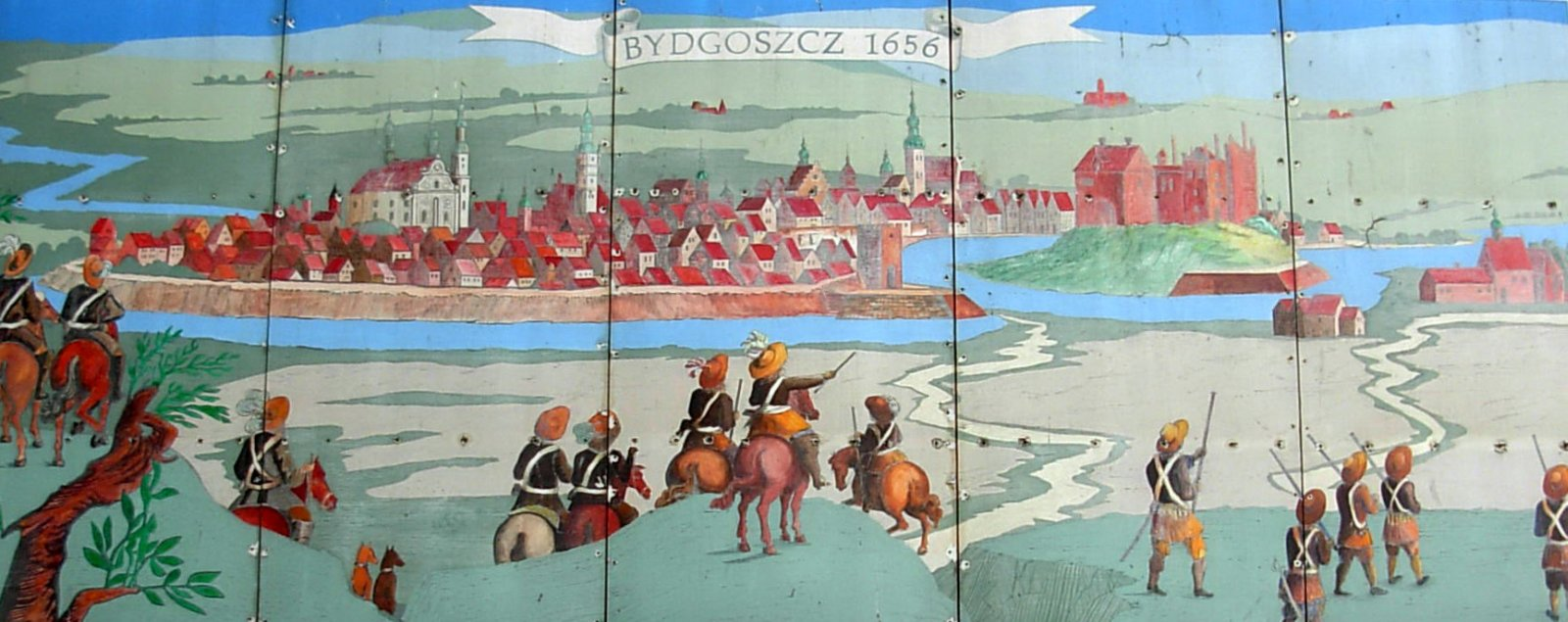
Bydgoszcz podczas potopu szwedzkiego w 1656 roku – reprodukcja sztychu Erika Dahlbergha

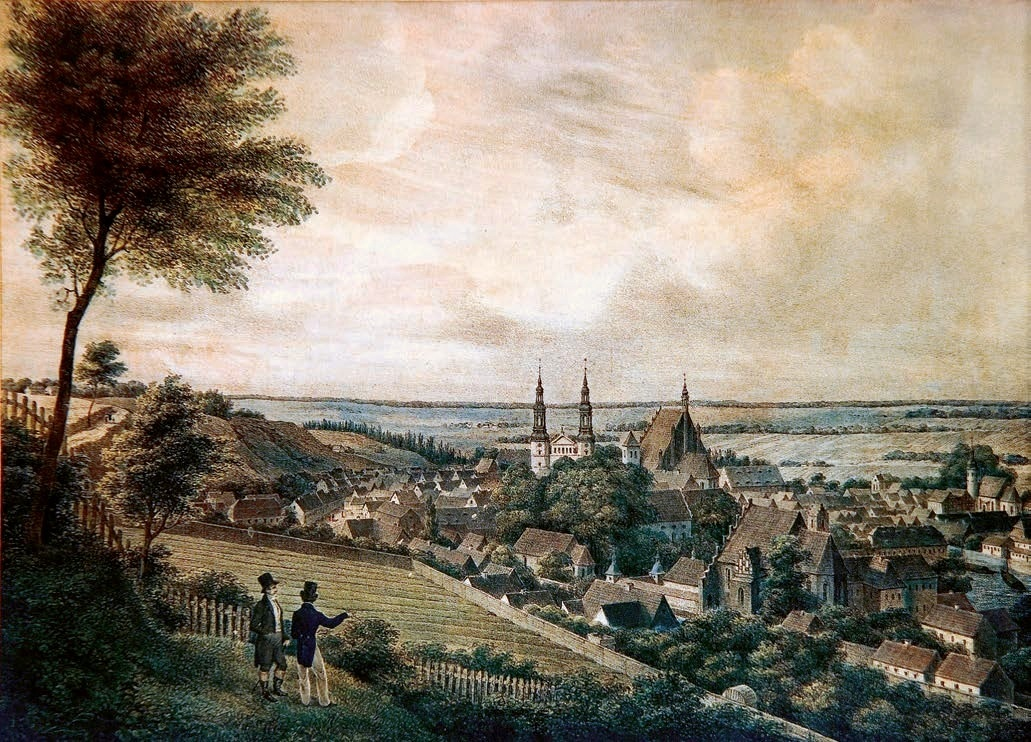
Bydgoszcz w 1838 roku – reprodukcja obrazu J.C. Cederholma

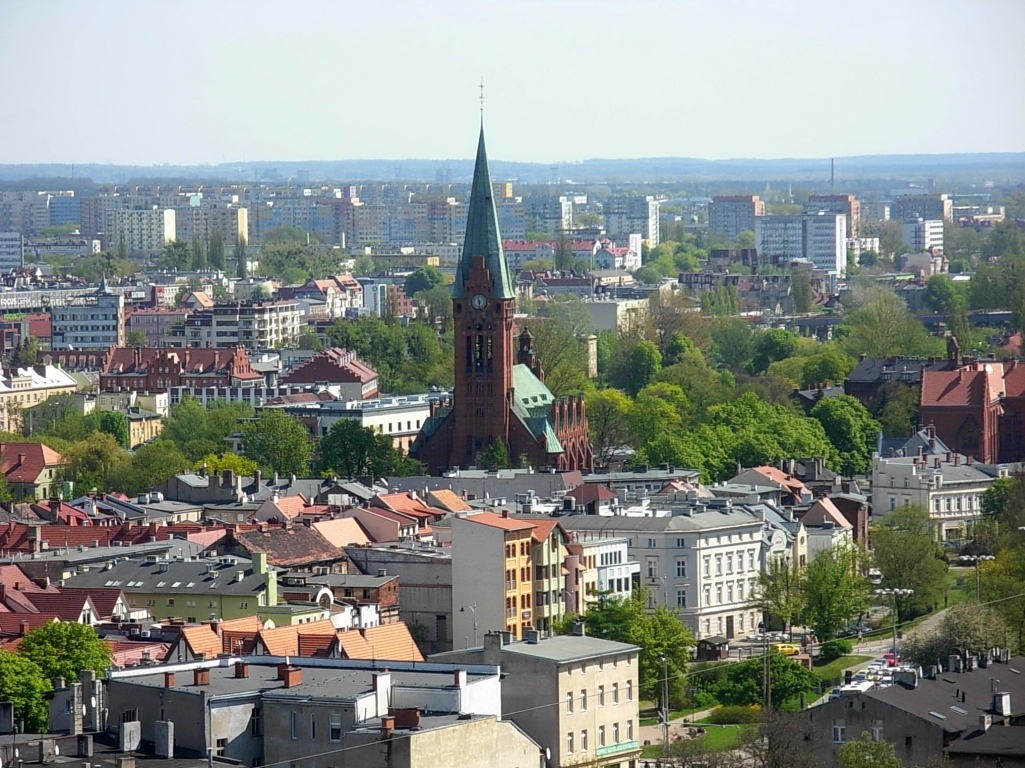
Bydgoszcz w 2013 roku – widok z wieży ciśnień

| Data               | Liczba ludności | Uwagi                                                            |
| ------------------ | --------------- | ---------------------------------------------------------------- |
| XV wiek            | 2000–3000       | Miasto z przedmieściami                                          |
| Przed 1600         | Niespełna 2000  |                                                                  |
| 1604               | Około 3000      | W obrębie murów miejskich                                        |
| 1. poł. XVII wieku | Niespełna 5000  |                                                                  |
| Po 1660            | 900             |                                                                  |
| 1717               | 150             | W obrębie murów miejskich                                        |
| 1766               | Niespełna 1000  |                                                                  |
| 1772               | 700             |                                                                  |
| 1800               | 4691            |                                                                  |
| 1806               | 4100            |                                                                  |
| 1816               | 6100            |                                                                  |
| 1817               | 6910            |                                                                  |
| 1837               | 7390            | W tym 420 Żydów                                                  |
| 1849               | 10 263          |                                                                  |
| 1852               | 12 900          |                                                                  |
| 1861               | 20 524          | W tym 1372 Żydów                                                 |
| 1867               | 25 000          |                                                                  |
| 1868               | 27 700          |                                                                  |
| 1871               | 27 440          | W tym 1963 Żydów                                                 |
| 1875               | 31 308          |                                                                  |
| 1880               | 34 044          | W tym 1889 Żydów                                                 |
| 1885               | 36 294          |                                                                  |
| 1890               | 41 399          | W tym 2000 Polaków i 1451 Żydów                                  |
| 1895               | 46 400          |                                                                  |
| 1900               | 52 204          |                                                                  |
| 1906               | 51 080          |                                                                  |
| 1910               | 57 696          | Z przedmieściami ~93 tysiące                                     |
| 1920               | 84 054          |                                                                  |
| 1921               | 90 095          | W tym 645 Żydów                                                  |
| 1922               | 95 078          | W tym 705 Żydów                                                  |
| 1923               | 100 000         |                                                                  |
| 1924               | 104 477         | W tym 921 Żydów                                                  |
| 1925               | 104 000         |                                                                  |
| 1926               | 108 065         | W tym 1098 Żydów                                                 |
| 1927               | 110 810         | W tym 1283 Żydów                                                 |
| 1928               | 115 964         | W tym 1480 Żydów                                                 |
| 1929               | 118 274         | W tym 1579 Żydów                                                 |
| 1930               | 117 945         | W tym 1644 Żydów                                                 |
| 1931               | 117 634         | W tym 1882 Żydów                                                 |
| 1932               | 119 208         | W tym 1907 Żydów                                                 |
| 1933               | 117 500         |                                                                  |
| 1935               | 129 377         | W tym 2076 Żydów                                                 |
| 1936               | 132 780         | W tym 2101 Żydów                                                 |
| 1937               | 137 146         | W tym 2058 Żydów                                                 |
| 1938               | 141 305         | W tym 2042 Żydów                                                 |
| 1939               | 143 100         |                                                                  |
| 1945               | 135 491         |                                                                  |
| 1946               | 134 614         | Spis sumaryczny w 1946 roku                                      |
| 1950               | 162 524         | Narodowy Spis Powszechny 1950, 164 200 (szacunkowo)              |
| 1955               | 202 044         |                                                                  |
| 1960               | 232 007         | Spis powszechny w Polsce (1960), 239 900 (szacunkowo)            |
| 1961               | 240 000         |                                                                  |
| 1962               | 244 000         |                                                                  |
| 1963               | 248 300         |                                                                  |
| 1964               | 252 700         |                                                                  |
| 1965               | 256 582         |                                                                  |
| 1966               | 260 700         |                                                                  |
| 1967               | 273 300         |                                                                  |
| 1968               | 277 600         |                                                                  |
| 1969               | 280 800         |                                                                  |
| 1970               | 282 200         | Narodowy Spis Powszechny 1970, 283 200 (szacunkowo)              |
| 1971               | 285 680         |                                                                  |
| 1972               | 291 200         |                                                                  |
| 1973               | 308 100         | Włączono miasto Fordon                                           |
| 1974               | 313 500         |                                                                  |
| 1975               | 322 657         |                                                                  |
| 1976               | 330 362         |                                                                  |
| 1977               | 339 237         |                                                                  |
| 1978               | 338 332         | Narodowy Spis Powszechny 1978                                    |
| 1979               | 343 799         |                                                                  |
| 1980               | 348 631         |                                                                  |
| 1981               | 352 424         |                                                                  |
| 1982               | 356 542         |                                                                  |
| 1983               | 357 683         |                                                                  |
| 1984               | 361 391         |                                                                  |
| 1985               | 366 424         |                                                                  |
| 1986               | 369 445         |                                                                  |
| 1987               | 372 602         |                                                                  |
| 1988               | 377 896         | Narodowy Spis Powszechny 1988                                    |
| 1989               | 380 385         |                                                                  |
| 1990               | 381 534         |                                                                  |
| 1991               | 383 574         |                                                                  |
| 1992               | 383 568         |                                                                  |
| 1993               | 384 830         |                                                                  |
| 1994               | 385 708         |                                                                  |
| 1995               | 386 056         |                                                                  |
| 1996               | 386 592         |                                                                  |
| 1997               | 386 265         |                                                                  |
| 1998               | 386 855         |                                                                  |
| 1999               | 386 273         |                                                                  |
| 2000               | 375 676         |                                                                  |
| 2001               | 374 352         |                                                                  |
| 2002               | 372 104         | Narodowy Spis Powszechny Ludności i Mieszkań 2002                |
| 2003               | 370 245         |                                                                  |
| 2004               | 368 235         |                                                                  |
| 2005               | 366 074         |                                                                  |
| 2006               | 363 468         |                                                                  |
| 31 grudnia 2007    | 361 222         |                                                                  |
| 31 grudnia 2008    | 358 928         |                                                                  |
| 31 grudnia 2009    | 357 650         |                                                                  |
| 2010               | 364 443         | Korekta po Narodowym Spisie Powszechnym Ludności i Mieszkań 2011 |
| 2011               | 363 926         | Narodowy Spis Powszechny Ludności i Mieszkań 2011                |
| 31 grudnia 2012    | 361 254         |                                                                  |
| 31 grudnia 2013    | 359 428         |                                                                  |
| 31 grudnia 2014    | 357 652         |                                                                  |
| 31 grudnia 2015    | 355 645         |                                                                  |
| 31 grudnia 2016    | 353 938         |                                                                  |
| 31 grudnia 2017    | 352 313         |                                                                  |
| 31 grudnia 2018    | 350 178         |                                                                  |
| 31 grudnia 2019    | 348 190         |                                                                  |
| 31 grudnia 2020    | 344 091         |                                                                  |
| 31 grudnia 2021    | 334 026         | Narodowy Spis Powszechny Ludności i Mieszkań 2021                |
| 31 grudnia 2022    | 330 038         |                                                                  |
| 31 grudnia 2023    | 326 434         |                                                                  |

## Powierzchnia Bydgoszczy
- 2009 – 176 km²[25]